# (73274) 2002 JU52
(73274) 2002 JU52 – planetoida z pasa głównego asteroid okrążająca Słońce w ciągu 4,07 lat w średniej odległości 2,55 j.a. Odkryta 9 maja 2002 roku.